# Étoile de Bessèges 2023
Étoile de Bessèges 2023 var den 53. udgave af det franske etapeløb Étoile de Bessèges. Cykelløbets fem etaper blev kørt over 659,68 km i departementet Gard, med start den 1. februar i Bellegarde, til 5. februar 2023 hvor det sluttede med en enkeltstart i Alés. Løbet var en del af UCI Europe Tour 2023.
Løbets samlede vinder blev amerikanske Neilson Powless fra EF Education-EasyPost, foran danske Mattias Skjelmose med et sekund.

## Etaperne
| Etape    | Dato    | Start – Mål                            | type          | Afstand (km) | Elevation (m) | Etapevinder              | Førende rytter    |
| -------- | ------- | -------------------------------------- | ------------- | ------------ | ------------- | ------------------------ | ----------------- |
| 1. etape | 1. feb. | Bellegarde – Bellegarde                | flad etape    | 162,18       | 800 m         | Arnaud De Lie            | Arnaud De Lie     |
| 2. etape | 2. feb. | Bagard – Aubais                        | kuperet etape | 169,63       | 1.732 m       | neutralisering af etapen | Arnaud De Lie     |
| 3. etape | 3. feb. | Bessèges – Bessèges                    | kuperet etape | 169,71       | 3.053 m       | Arnaud De Lie            | Arnaud De Lie     |
| 4. etape | 4. feb. | Saint-Christol-lès-Alès – Mont Bouquet | kuperet etape | 147,5        | 2.180 m       | Mattias Skjelmose        | Mattias Skjelmose |
| 5. etape | 5. feb. | Alès – Alès                            | enkeltstart   | 10,66        | 222 m         | Mads Pedersen            | Neilson Powless   |

### 1. etape
| Bellegarde - Bellegarde | flad etape | (162,18 km) |

| \| Etaperesultat \| Etaperesultat \| Etaperesultat \| Etaperesultat \| Etaperesultat \| \| Rytter \| Rytter \| Hold \| Tid \| \| \| ------------- \| -------------------------- \| ---------------------- \| ------------- \| ------------- \| \| 1. \| Arnaud De Lie \| Lotto Dstny \| 3t 30' 35" \| \| \| 2. \| Mads Pedersen \| Trek-Segafredo \| + 0" \| \| \| 3. \| Benoît Cosnefroy \| AG2R Citroën Team \| + 0" \| \| \| 4. \| Dylan Teuns \| Israel-Premier Tech \| + 3" \| \| \| 5. \| Andrea Piccolo \| EF Education-EasyPost \| + 3" \| \| \| 6. \| Mattias Skjelmose \| Trek-Segafredo \| + 5" \| \| \| 7. \| Neilson Powless \| EF Education-EasyPost \| + 5" \| \| \| 8. \| Aaron Van Poucke \| Team Flanders-Baloise \| + 5" \| \| \| 9. \| Pau Miquel \| Equipo Kern Pharma \| + 8" \| \| \| 10. \| Anders Halland Johannessen \| Uno-X Pro Cycling Team \| + 8" \| \| |                            |                        |            |
| |                            |                        |            |
| |                            |                        |            |
| Etaperesultat |                            |                        |            |
| Rytter | Rytter                     | Hold                   | Tid        |
| 1. | Arnaud De Lie              | Lotto Dstny            | 3t 30' 35" |
| 2. | Mads Pedersen              | Trek-Segafredo         | + 0"       |
| 3. | Benoît Cosnefroy           | AG2R Citroën Team      | + 0"       |
| 4. | Dylan Teuns                | Israel-Premier Tech    | + 3"       |
| 5. | Andrea Piccolo             | EF Education-EasyPost  | + 3"       |
| 6. | Mattias Skjelmose          | Trek-Segafredo         | + 5"       |
| 7. | Neilson Powless            | EF Education-EasyPost  | + 5"       |
| 8. | Aaron Van Poucke           | Team Flanders-Baloise  | + 5"       |
| 9. | Pau Miquel                 | Equipo Kern Pharma     | + 8"       |
| 10. | Anders Halland Johannessen | Uno-X Pro Cycling Team | + 8"       |

| \| Samlede stilling \| Samlede stilling \| Samlede stilling \| Samlede stilling \| Samlede stilling \| \| Rytter \| Rytter \| Hold \| Tid \| \| \| ---------------- \| -------------------------- \| ---------------------- \| ---------------- \| ---------------- \| \| 1. \| Arnaud De Lie \| Lotto Dstny \| 3t 30' 25" \| \| \| 2. \| Mads Pedersen \| Trek-Segafredo \| + 4" \| \| \| 3. \| Benoît Cosnefroy \| AG2R Citroën Team \| + 6" \| \| \| 4. \| Dylan Teuns \| Israel-Premier Tech \| + 13" \| \| \| 5. \| Andrea Piccolo \| EF Education-EasyPost \| + 13" \| \| \| 6. \| Mattias Skjelmose \| Trek-Segafredo \| + 15" \| \| \| 7. \| Neilson Powless \| EF Education-EasyPost \| + 15" \| \| \| 8. \| Aaron Van Poucke \| Team Flanders-Baloise \| + 15" \| \| \| 9. \| Pau Miquel \| Equipo Kern Pharma \| + 18" \| \| \| 10. \| Anders Halland Johannessen \| Uno-X Pro Cycling Team \| + 18" \| \| |                            |                        |            |
| |                            |                        |            |
| |                            |                        |            |
| Samlede stilling |                            |                        |            |
| Rytter | Rytter                     | Hold                   | Tid        |
| 1. | Arnaud De Lie              | Lotto Dstny            | 3t 30' 25" |
| 2. | Mads Pedersen              | Trek-Segafredo         | + 4"       |
| 3. | Benoît Cosnefroy           | AG2R Citroën Team      | + 6"       |
| 4. | Dylan Teuns                | Israel-Premier Tech    | + 13"      |
| 5. | Andrea Piccolo             | EF Education-EasyPost  | + 13"      |
| 6. | Mattias Skjelmose          | Trek-Segafredo         | + 15"      |
| 7. | Neilson Powless            | EF Education-EasyPost  | + 15"      |
| 8. | Aaron Van Poucke           | Team Flanders-Baloise  | + 15"      |
| 9. | Pau Miquel                 | Equipo Kern Pharma     | + 18"      |
| 10. | Anders Halland Johannessen | Uno-X Pro Cycling Team | + 18"      |

### 2. etape
| Bagard - Aubais | kuperet etape | (169,63 km) |

- På grund af et massestyrt på en bro 22 kilometer fra mål, blev løbet neutraliseret, da sikkerhedsforholdene ikke længere kunne garanteres.[1]

### 3. etape
| Bessèges - Bessèges | kuperet etape | (169,71 km) |

| \| Etaperesultat \| Etaperesultat \| Etaperesultat \| Etaperesultat \| Etaperesultat \| \| Rytter \| Rytter \| Hold \| Tid \| \| \| ------------- \| ----------------- \| ---------------------- \| ------------- \| ------------- \| \| 1. \| Arnaud De Lie \| Lotto Dstny \| 4t 03' 47" \| \| \| 2. \| Valentin Ferron \| TotalEnergies \| + 0" \| \| \| 3. \| Samuel Watson \| Groupama-FDJ \| + 0" \| \| \| 4. \| Louis Barré \| Arkéa-Samsic \| + 0" \| \| \| 5. \| Sep Vanmarcke \| Israel-Premier Tech \| + 0" \| \| \| 6. \| Joel Suter \| Tudor Pro Cycling Team \| + 0" \| \| \| 7. \| Rémy Mertz \| Bingoal WB \| + 0" \| \| \| 8. \| Pierre Latour \| TotalEnergies \| + 0" \| \| \| 9. \| Greg Van Avermaet \| AG2R Citroën Team \| + 0" \| \| \| 10. \| Franck Bonnamour \| AG2R Citroën Team \| + 0" \| \| |                   |                        |            |
| |                   |                        |            |
| |                   |                        |            |
| Etaperesultat |                   |                        |            |
| Rytter | Rytter            | Hold                   | Tid        |
| 1. | Arnaud De Lie     | Lotto Dstny            | 4t 03' 47" |
| 2. | Valentin Ferron   | TotalEnergies          | + 0"       |
| 3. | Samuel Watson     | Groupama-FDJ           | + 0"       |
| 4. | Louis Barré       | Arkéa-Samsic           | + 0"       |
| 5. | Sep Vanmarcke     | Israel-Premier Tech    | + 0"       |
| 6. | Joel Suter        | Tudor Pro Cycling Team | + 0"       |
| 7. | Rémy Mertz        | Bingoal WB             | + 0"       |
| 8. | Pierre Latour     | TotalEnergies          | + 0"       |
| 9. | Greg Van Avermaet | AG2R Citroën Team      | + 0"       |
| 10. | Franck Bonnamour  | AG2R Citroën Team      | + 0"       |

| \| Samlede stilling \| Samlede stilling \| Samlede stilling \| Samlede stilling \| Samlede stilling \| \| Rytter \| Rytter \| Hold \| Tid \| \| \| ---------------- \| ----------------- \| --------------------- \| ---------------- \| ---------------- \| \| 1. \| Arnaud De Lie \| Lotto Dstny \| 7t 34' 02" \| \| \| 2. \| Benoît Cosnefroy \| AG2R Citroën Team \| + 16" \| \| \| 3. \| Dylan Teuns \| Israel-Premier Tech \| + 23" \| \| \| 4. \| Samuel Watson \| Groupama-FDJ \| + 24" \| \| \| 5. \| Mattias Skjelmose \| Trek-Segafredo \| + 25" \| \| \| 6. \| Neilson Powless \| EF Education-EasyPost \| + 25" \| \| \| 7. \| Pierre Latour \| TotalEnergies \| + 28" \| \| \| 8. \| Ben Tulett \| Ineos Grenadiers \| + 28" \| \| \| 9. \| Krists Neilands \| Israel-Premier Tech \| + 28" \| \| \| 10. \| Pau Miquel \| Equipo Kern Pharma \| + 28" \| \| |                   |                       |            |
| |                   |                       |            |
| |                   |                       |            |
| Samlede stilling |                   |                       |            |
| Rytter | Rytter            | Hold                  | Tid        |
| 1. | Arnaud De Lie     | Lotto Dstny           | 7t 34' 02" |
| 2. | Benoît Cosnefroy  | AG2R Citroën Team     | + 16"      |
| 3. | Dylan Teuns       | Israel-Premier Tech   | + 23"      |
| 4. | Samuel Watson     | Groupama-FDJ          | + 24"      |
| 5. | Mattias Skjelmose | Trek-Segafredo        | + 25"      |
| 6. | Neilson Powless   | EF Education-EasyPost | + 25"      |
| 7. | Pierre Latour     | TotalEnergies         | + 28"      |
| 8. | Ben Tulett        | Ineos Grenadiers      | + 28"      |
| 9. | Krists Neilands   | Israel-Premier Tech   | + 28"      |
| 10. | Pau Miquel        | Equipo Kern Pharma    | + 28"      |

### 4. etape
| Saint-Christol-lès-Alès - Mont Bouquet | kuperet etape | (147,5 km) |

| \| Etaperesultat \| Etaperesultat \| Etaperesultat \| Etaperesultat \| Etaperesultat \| \| Rytter \| Rytter \| Hold \| Tid \| \| \| ------------- \| ----------------- \| --------------------- \| ------------- \| ------------- \| \| 1. \| Mattias Skjelmose \| Trek-Segafredo \| 3t 22' 23" \| \| \| 2. \| Neilson Powless \| EF Education-EasyPost \| + 0" \| \| \| 3. \| Pierre Latour \| TotalEnergies \| + 13" \| \| \| 4. \| Pavel Sivakov \| Ineos Grenadiers \| + 19" \| \| \| 5. \| Kévin Vauquelin \| Arkéa-Samsic \| + 1' 06" \| \| \| 6. \| Thibaut Pinot \| Groupama-FDJ \| + 1' 17" \| \| \| 7. \| Hugo Houle \| Israel-Premier Tech \| + 1' 30" \| \| \| 8. \| Arnaud De Lie \| Lotto Dstny \| + 1' 34" \| \| \| 9. \| Julien Bernard \| Trek-Segafredo \| + 1' 40" \| \| \| 10. \| Axel Laurance \| Alpecin-Deceuninck \| + 1' 53" \| \| |                   |                       |            |
| |                   |                       |            |
| |                   |                       |            |
| Etaperesultat |                   |                       |            |
| Rytter | Rytter            | Hold                  | Tid        |
| 1. | Mattias Skjelmose | Trek-Segafredo        | 3t 22' 23" |
| 2. | Neilson Powless   | EF Education-EasyPost | + 0"       |
| 3. | Pierre Latour     | TotalEnergies         | + 13"      |
| 4. | Pavel Sivakov     | Ineos Grenadiers      | + 19"      |
| 5. | Kévin Vauquelin   | Arkéa-Samsic          | + 1' 06"   |
| 6. | Thibaut Pinot     | Groupama-FDJ          | + 1' 17"   |
| 7. | Hugo Houle        | Israel-Premier Tech   | + 1' 30"   |
| 8. | Arnaud De Lie     | Lotto Dstny           | + 1' 34"   |
| 9. | Julien Bernard    | Trek-Segafredo        | + 1' 40"   |
| 10. | Axel Laurance     | Alpecin-Deceuninck    | + 1' 53"   |

| \| Samlede stilling \| Samlede stilling \| Samlede stilling \| Samlede stilling \| Samlede stilling \| \| Rytter \| Rytter \| Hold \| Tid \| \| \| ---------------- \| ----------------- \| --------------------- \| ---------------- \| ---------------- \| \| 1. \| Mattias Skjelmose \| Trek-Segafredo \| 10t 56' 40" \| \| \| 2. \| Neilson Powless \| EF Education-EasyPost \| + 4" \| \| \| 3. \| Pierre Latour \| TotalEnergies \| + 22" \| \| \| 4. \| Pavel Sivakov \| Ineos Grenadiers \| + 1' 00" \| \| \| 5. \| Arnaud De Lie \| Lotto Dstny \| + 1' 19" \| \| \| 6. \| Kévin Vauquelin \| Arkéa-Samsic \| + 1' 26" \| \| \| 7. \| Thibaut Pinot \| Groupama-FDJ \| + 1' 37" \| \| \| 8. \| Hugo Houle \| Israel-Premier Tech \| + 1' 50" \| \| \| 9. \| Krists Neilands \| Israel-Premier Tech \| + 2' 13" \| \| \| 10. \| Anthony Perez \| Cofidis \| + 2' 13" \| \| |                   |                       |             |
| |                   |                       |             |
| |                   |                       |             |
| Samlede stilling |                   |                       |             |
| Rytter | Rytter            | Hold                  | Tid         |
| 1. | Mattias Skjelmose | Trek-Segafredo        | 10t 56' 40" |
| 2. | Neilson Powless   | EF Education-EasyPost | + 4"        |
| 3. | Pierre Latour     | TotalEnergies         | + 22"       |
| 4. | Pavel Sivakov     | Ineos Grenadiers      | + 1' 00"    |
| 5. | Arnaud De Lie     | Lotto Dstny           | + 1' 19"    |
| 6. | Kévin Vauquelin   | Arkéa-Samsic          | + 1' 26"    |
| 7. | Thibaut Pinot     | Groupama-FDJ          | + 1' 37"    |
| 8. | Hugo Houle        | Israel-Premier Tech   | + 1' 50"    |
| 9. | Krists Neilands   | Israel-Premier Tech   | + 2' 13"    |
| 10. | Anthony Perez     | Cofidis               | + 2' 13"    |

### 5. etape
| Alès - Alès | enkeltstart | (10,66 km) |

| \| Etaperesultat \| Etaperesultat \| Etaperesultat \| Etaperesultat \| Etaperesultat \| \| Rytter \| Rytter \| Hold \| Tid \| \| \| ------------- \| ----------------- \| --------------------- \| ------------- \| ------------- \| \| 1. \| Mads Pedersen \| Trek-Segafredo \| 15' 25" \| \| \| 2. \| Joshua Tarling \| Ineos Grenadiers \| + 8" \| \| \| 3. \| Ben Tulett \| Ineos Grenadiers \| + 10" \| \| \| 4. \| Kévin Vauquelin \| Arkéa-Samsic \| + 11" \| \| \| 5. \| Pierre Latour \| TotalEnergies \| + 15" \| \| \| 6. \| Magnus Cort \| EF Education-EasyPost \| + 20" \| \| \| 7. \| Ben Turner \| Ineos Grenadiers \| + 20" \| \| \| 8. \| Neilson Powless \| EF Education-EasyPost \| + 21" \| \| \| 9. \| Mattias Skjelmose \| Trek-Segafredo \| + 26" \| \| \| 10. \| Bruno Armirail \| Groupama-FDJ \| + 26" \| \| |                   |                       |         |
| |                   |                       |         |
| |                   |                       |         |
| Etaperesultat |                   |                       |         |
| Rytter | Rytter            | Hold                  | Tid     |
| 1. | Mads Pedersen     | Trek-Segafredo        | 15' 25" |
| 2. | Joshua Tarling    | Ineos Grenadiers      | + 8"    |
| 3. | Ben Tulett        | Ineos Grenadiers      | + 10"   |
| 4. | Kévin Vauquelin   | Arkéa-Samsic          | + 11"   |
| 5. | Pierre Latour     | TotalEnergies         | + 15"   |
| 6. | Magnus Cort       | EF Education-EasyPost | + 20"   |
| 7. | Ben Turner        | Ineos Grenadiers      | + 20"   |
| 8. | Neilson Powless   | EF Education-EasyPost | + 21"   |
| 9. | Mattias Skjelmose | Trek-Segafredo        | + 26"   |
| 10. | Bruno Armirail    | Groupama-FDJ          | + 26"   |

## Resultater

### Samlede stilling
| \| Samlede stilling \| Samlede stilling \| Samlede stilling \| Samlede stilling \| Samlede stilling \| \| Rytter \| Rytter \| Hold \| Tid \| \| \| ---------------- \| ----------------- \| ---------------------- \| ---------------- \| ---------------- \| \| 1. \| Neilson Powless \| EF Education-EasyPost \| 11t 12' 30" \| \| \| 2. \| Mattias Skjelmose \| Trek-Segafredo \| + 1" \| \| \| 3. \| Pierre Latour \| TotalEnergies \| + 12" \| \| \| 4. \| Kévin Vauquelin \| Arkéa-Samsic \| + 1' 12" \| \| \| 5. \| Pavel Sivakov \| Ineos Grenadiers \| + 1' 27" \| \| \| 6. \| Thibaut Pinot \| Groupama-FDJ \| + 1' 58" \| \| \| 7. \| Arnaud De Lie \| Lotto Dstny \| + 2' 04" \| \| \| 8. \| Hugo Houle \| Israel-Premier Tech \| + 2' 27" \| \| \| 9. \| Anthony Perez \| Cofidis \| + 2' 36" \| \| \| 10. \| Joel Suter \| Tudor Pro Cycling Team \| + 2' 53" \| \| |                   |                        |             |
| |                   |                        |             |
| Kilde: ProCyclingStats |                   |                        |             |
| Samlede stilling |                   |                        |             |
| Rytter | Rytter            | Hold                   | Tid         |
| 1. | Neilson Powless   | EF Education-EasyPost  | 11t 12' 30" |
| 2. | Mattias Skjelmose | Trek-Segafredo         | + 1"        |
| 3. | Pierre Latour     | TotalEnergies          | + 12"       |
| 4. | Kévin Vauquelin   | Arkéa-Samsic           | + 1' 12"    |
| 5. | Pavel Sivakov     | Ineos Grenadiers       | + 1' 27"    |
| 6. | Thibaut Pinot     | Groupama-FDJ           | + 1' 58"    |
| 7. | Arnaud De Lie     | Lotto Dstny            | + 2' 04"    |
| 8. | Hugo Houle        | Israel-Premier Tech    | + 2' 27"    |
| 9. | Anthony Perez     | Cofidis                | + 2' 36"    |
| 10. | Joel Suter        | Tudor Pro Cycling Team | + 2' 53"    |

### Pointkonkurrencen
| Pointkonkurrence | Pointkonkurrence  | Pointkonkurrence      | Pointkonkurrence | Pointkonkurrence |
| Rytter           | Rytter            | Hold                  | Point            |                  |
| ---------------- | ----------------- | --------------------- | ---------------- | ---------------- |
| 1.               | Arnaud De Lie     | Lotto Dstny           | 58 point         |                  |
| 2.               | Mattias Skjelmose | Trek-Segafredo        | 46 point         |                  |
| 3.               | Mads Pedersen     | Trek-Segafredo        | 45 point         |                  |
| 4.               | Neilson Powless   | EF Education-EasyPost | 38 point         |                  |
| 5.               | Pierre Latour     | TotalEnergies         | 38 point         |                  |
| 6.               | Kévin Vauquelin   | Arkéa-Samsic          | 31 point         |                  |
| 7.               | Samuel Watson     | Groupama-FDJ          | 21 point         |                  |
| 8.               | Valentin Ferron   | TotalEnergies         | 20 point         |                  |
| 9.               | Ben Tulett        | Ineos Grenadiers      | 20 point         |                  |
| 10.              | Joshua Tarling    | Ineos Grenadiers      | 20 point         |                  |

### Bjergkonkurrencen
| Bjergkonkurrence | Bjergkonkurrence  | Bjergkonkurrence           | Bjergkonkurrence | Bjergkonkurrence |
| Rytter           | Rytter            | Hold                       | Point            |                  |
| ---------------- | ----------------- | -------------------------- | ---------------- | ---------------- |
| 1.               | Vito Braet        | Team Flanders-Baloise      | 34 point         |                  |
| 2.               | Neilson Powless   | EF Education-EasyPost      | 26 point         |                  |
| 3.               | Mattias Skjelmose | Trek-Segafredo             | 23 point         |                  |
| 4.               | Dries De Bondt    | Alpecin-Deceuninck         | 18 point         |                  |
| 5.               | Kévin Vauquelin   | Arkéa-Samsic               | 16 point         |                  |
| 6.               | Thomas Champion   | Cofidis                    | 14 point         |                  |
| 7.               | Ben Turner        | Ineos Grenadiers           | 14 point         |                  |
| 8.               | Mads Pedersen     | Trek-Segafredo             | 13 point         |                  |
| 9.               | Andrea Mifsud     | Nice Métropole Côte d'Azur | 12 point         |                  |
| 10.              | Ben Tulett        | Ineos Grenadiers           | 10 point         |                  |

### Ungdomskonkurrencen
| Ungdomskonkurrence | Ungdomskonkurrence | Ungdomskonkurrence                  | Ungdomskonkurrence | Ungdomskonkurrence |
| Rytter             | Rytter             | Hold                                | Tid                |                    |
| ------------------ | ------------------ | ----------------------------------- | ------------------ | ------------------ |
| 1.                 | Mattias Skjelmose  | Trek-Segafredo                      | 11t 12' 31"        |                    |
| 2.                 | Kévin Vauquelin    | Arkéa-Samsic                        | + 1' 11"           |                    |
| 3.                 | Arnaud De Lie      | Lotto Dstny                         | + 2' 03"           |                    |
| 4.                 | Pau Miquel         | Equipo Kern Pharma                  | + 3' 07"           |                    |
| 5.                 | Axel Laurance      | Alpecin-Deceuninck Development Team | + 3' 58"           |                    |
| 6.                 | Raúl García Pierna | Equipo Kern Pharma                  | + 4' 09"           |                    |
| 7.                 | Jenno Berckmoes    | Team Flanders-Baloise               | + 5' 32"           |                    |
| 8.                 | Louis Barré        | Arkéa-Samsic                        | + 8' 31"           |                    |
| 9.                 | Petr Kelemen       | Tudor Pro Cycling Team              | + 10' 13"          |                    |
| 10.                | Luca Van Boven     | Bingoal WB                          | + 12' 22"          |                    |

### Holdkonkurrencen
| Holdkonkurrence | Holdkonkurrence        | Holdkonkurrence | Holdkonkurrence |
| Hold            | Hold                   | Tid             |                 |
| --------------- | ---------------------- | --------------- | --------------- |
| 1.              | TotalEnergies          | 33t 44' 32"     |                 |
| 2.              | Israel-Premier Tech    | + 1' 37"        |                 |
| 3.              | Cofidis                | + 5' 33"        |                 |
| 4.              | AG2R Citroën Team      | + 7' 07"        |                 |
| 5.              | Tudor Pro Cycling Team | + 7' 43"        |                 |

## Hold og ryttere
| UCI WorldTeams (8)- AG2R Citroën Team - Cofidis - Groupama-FDJ - Arkéa-Samsic - Ineos Grenadiers - Trek-Segafredo - Alpecin-Deceuninck - EF Education-EasyPost UCI ProTeams (8)- TotalEnergies - Bingoal WB - Lotto Dstny - Israel-Premier Tech - Team Flanders-Baloise - Uno-X Pro Cycling Team - Equipo Kern Pharma - Tudor Pro Cycling Team UCI Kontinentalhold (4)- Go Sport-Roubaix Lille Métropole - Nice Métropole Côte d'Azur - Saint Michel-Mavic-Auber 93 - CIC U Nantes Atlantique |
| |

### Danske ryttere
| Danske ryttere på startlisten |                         |                         |           |
| Rygnummer                     | Rytter                  | Hold                    | Placering |
| 35                            | Mads Pedersen           | Trek-Segafredo          | 69        |
| 35                            | Mattias Skjelmose       | Trek-Segafredo          | 2         |
| 61                            | Magnus Cort             | EF Education-EasyPost   | 58        |
| 124                           | William Blume Levy      | Uno-X Pro Cycling Team  | 107       |
| 154                           | Alexander Kamp          | Tudor Pro Cycling       | 97        |
| 187                           | Rasmus Søjberg Pedersen | CIC-U Nantes Atlantique | 110       |

* DNF = gennemførte ikke

### Startliste
| Cofidis COF | Cofidis COF               | Cofidis COF |
| ----------- | ------------------------- | ----------- |
| Nr.         | Rytter                    | Placering   |
| 1           | Benjamin Thomas (FRA)     | 11.         |
| 2           | Thomas Champion (FRA)     | 105.        |
| 3           | Alexandre Delettre (FRA)  | 27.         |
| 4           | Anthony Perez (FRA)       | 9.          |
| 5           | Pierre-Luc Périchon (FRA) | 74.         |
| 6           | Hugo Toumire (FRA)        | 64.         |
| 7           | Jelle Wallays (BEL)       | 91.         |

| Ineos Grenadiers IGD | Ineos Grenadiers IGD     | Ineos Grenadiers IGD |
| -------------------- | ------------------------ | -------------------- |
| Nr.                  | Rytter                   | Placering            |
| 11                   | Michał Kwiatkowski (POL) | 54.                  |
| 12                   | Michael Leonard (CAN)    | 86.                  |
| 13                   | Luke Rowe (GBR)          | 60.                  |
| 14                   | Pavel Sivakov (FRA)      | 5.                   |
| 15                   | Joshua Tarling (GBR)     | 56.                  |
| 16                   | Ben Tulett (GBR)         | 49.                  |
| 17                   | Ben Turner (GBR)         | 38.                  |

| AG2R Citroën Team ACT | AG2R Citroën Team ACT        | AG2R Citroën Team ACT |
| --------------------- | ---------------------------- | --------------------- |
| Nr.                   | Rytter                       | Placering             |
| 21                    | Benoît Cosnefroy (FRA)       | 39.                   |
| 22                    | Franck Bonnamour (FRA)       | 16.                   |
| 23                    | Greg Van Avermaet (BEL)      | 20.                   |
| 24                    | Oliver Naesen (BEL)          | 29.                   |
| 25                    | Valentin Paret-Peintre (FRA) | 96.                   |
| 26                    | Valentin Retailleau (FRA)    | 66.                   |
| 27                    | Larry Warbasse (USA)         | 53.                   |

| Trek-Segafredo TFS | Trek-Segafredo TFS      | Trek-Segafredo TFS |
| ------------------ | ----------------------- | ------------------ |
| Nr.                | Rytter                  | Placering          |
| 31                 | Mads Pedersen (DEN)     | 69.                |
| 32                 | Julien Bernard (FRA)    | 13.                |
| 33                 | Markus Hoelgaard (NOR)  | 51.                |
| 34                 | Jacopo Mosca (ITA)      | 81.                |
| 35                 | Mattias Skjelmose (DEN) | 2.                 |
| 36                 | Toms Skujiņš (LAT)      | 68.                |
| 37                 | Otto Vergaerde (BEL)    | DNF-1              |

| Groupama-FDJ GFC | Groupama-FDJ GFC        | Groupama-FDJ GFC |
| ---------------- | ----------------------- | ---------------- |
| Nr.              | Rytter                  | Placering        |
| 41               | Thibaut Pinot (FRA)     | 6.               |
| 42               | Bruno Armirail (FRA)    | 52.              |
| 43               | Enzo Paleni (FRA)       | 109.             |
| 44               | Fabian Lienhard (SUI)   | 98.              |
| 45               | Jake Stewart (GBR)      | DNF-4            |
| 46               | Lars van den Berg (NED) | DNS-3            |
| 47               | Samuel Watson (GBR)     | 55.              |

| Alpecin-Deceuninck ADC | Alpecin-Deceuninck ADC      | Alpecin-Deceuninck ADC |
| ---------------------- | --------------------------- | ---------------------- |
| Nr.                    | Rytter                      | Placering              |
| 51                     | Dries De Bondt (BEL)        | 75.                    |
| 52                     | Robbe Ghys (BEL)            | 108.                   |
| 53                     | Axel Laurance (FRA)         | 18.                    |
| 54                     | Edward Planckaert (BEL)     | 76.                    |
| 55                     | Lionel Taminiaux (BEL)      | 79.                    |
| 56                     | Fabio Van den Bossche (BEL) | 43.                    |
| 57                     | Ayco Bastiaens (BEL)        | 87.                    |

| EF Education-EasyPost EFE | EF Education-EasyPost EFE            | EF Education-EasyPost EFE |
| ------------------------- | ------------------------------------ | ------------------------- |
| Nr.                       | Rytter                               | Placering                 |
| 61                        | Magnus Cort (DEN)                    | 58.                       |
| 62                        | Stefan Bissegger (SUI) (enkeltstart) | 72.                       |
| 63                        | Simon Carr (GBR)                     | 111.                      |
| 64                        | Ben Healy (IRL)                      | DNS-3                     |
| 65                        | Mark Padun (UKR)                     | 100.                      |
| 66                        | Andrea Piccolo (ITA)                 | 57.                       |
| 67                        | Neilson Powless (USA)                | 1.                        |

| Arkéa-Samsic ARK | Arkéa-Samsic ARK         | Arkéa-Samsic ARK |
| ---------------- | ------------------------ | ---------------- |
| Nr.              | Rytter                   | Placering        |
| 71               | Kévin Vauquelin (FRA)    | 4.               |
| 72               | Alan Riou (FRA)          | 92.              |
| 73               | Thibault Guernalec (FRA) | 37.              |
| 74               | Daniel McLay (GBR)       | 104.             |
| 75               | Luca Mozzato (ITA)       | 50.              |
| 76               | Louis Barré (FRA)        | 31.              |
| 77               | Laurent Pichon (FRA)     | 85.              |

| Israel-Premier Tech IPT | Israel-Premier Tech IPT | Israel-Premier Tech IPT |
| ----------------------- | ----------------------- | ----------------------- |
| Nr.                     | Rytter                  | Placering               |
| 81                      | Guillaume Boivin (CAN)  | DNS-5                   |
| 82                      | Hugo Houle (CAN)        | 8.                      |
| 83                      | Krists Neilands (LAT)   | 12.                     |
| 84                      | Dylan Teuns (BEL)       | 15.                     |
| 85                      | Sep Vanmarcke (BEL)     | 34.                     |
| 86                      | Oded Kogut (ISR)        | 112.                    |
| 87                      | Nadav Raisberg (ISR)    | 61.                     |

| Lotto Dstny LTD | Lotto Dstny LTD          | Lotto Dstny LTD |
| --------------- | ------------------------ | --------------- |
| Nr.             | Rytter                   | Placering       |
| 91              | Arnaud De Lie (BEL)      | 7.              |
| 92              | Cedric Beullens (BEL)    | DNS-3           |
| 93              | Jasper De Buyst (BEL)    | 46.             |
| 94              | Johannes Adamietz (GER)  | HD-5            |
| 95              | Sébastien Grignard (BEL) | DNS-3           |
| 96              | Liam Slock (BEL)         | 77.             |
| 97              | Brent Van Moer (BEL)     | 25.             |

| TotalEnergies TEN | TotalEnergies TEN        | TotalEnergies TEN |
| ----------------- | ------------------------ | ----------------- |
| Nr.               | Rytter                   | Placering         |
| 101               | Pierre Latour (FRA)      | 3.                |
| 102               | Mathieu Burgaudeau (FRA) | 17.               |
| 103               | Anthony Turgis (FRA)     | 36.               |
| 104               | Thomas Bonnet (FRA)      | 26.               |
| 105               | Valentin Ferron (FRA)    | 21.               |
| 106               | Julien Simon (FRA)       | 32.               |
| 107               | Dries Van Gestel (BEL)   | 44.               |

| Team Flanders-Baloise TFB | Team Flanders-Baloise TFB | Team Flanders-Baloise TFB |
| ------------------------- | ------------------------- | ------------------------- |
| Nr.                       | Rytter                    | Placering                 |
| 111                       | Jenno Berckmoes (BEL)     | 23.                       |
| 112                       | Vito Braet (BEL)          | 106.                      |
| 113                       | Gilles De Wilde (BEL)     | 59.                       |
| 114                       | Milan Fretin (BEL)        | 95.                       |
| 115                       | Elias Maris (BEL)         | 73.                       |
| 116                       | Aaron Van Poucke (BEL)    | 93.                       |
| 117                       | Aaron Verwilst (BEL)      | DNF-1                     |

| Uno-X Pro Cycling Team UXT | Uno-X Pro Cycling Team UXT       | Uno-X Pro Cycling Team UXT |
| -------------------------- | -------------------------------- | -------------------------- |
| Nr.                        | Rytter                           | Placering                  |
| 121                        | Kristoffer Halvorsen (NOR)       | 67.                        |
| 122                        | Anders Halland Johannessen (NOR) | DNF-4                      |
| 123                        | Erik Nordsæter Resell (NOR)      | 48.                        |
| 124                        | William Blume Levy (DEN)         | 107.                       |
| 125                        | Martin Bugge Urianstad (NOR)     | 35.                        |
| 126                        | Rasmus Tiller (NOR) (landevej)   | 45.                        |
| 127                        | Fredrik Dversnes (NOR)           | 22.                        |

| Equipo Kern Pharma EKP | Equipo Kern Pharma EKP      | Equipo Kern Pharma EKP |
| ---------------------- | --------------------------- | ---------------------- |
| Nr.                    | Rytter                      | Placering              |
| 131                    | Francisco Galván (ESP)      | DNF-4                  |
| 132                    | Martí Márquez (ESP)         | DNS-3                  |
| 133                    | Danny van der Tuuk (NED)    | 70.                    |
| 134                    | Raúl García Pierna (ESP)    | 19.                    |
| 135                    | Álex Jaime (ESP)            | 89.                    |
| 136                    | Eugenio Sánchez López (ESP) | DNF-4                  |
| 137                    | Pau Miquel (ESP)            | 14.                    |

| Bingoal WB BWB | Bingoal WB BWB          | Bingoal WB BWB |
| -------------- | ----------------------- | -------------- |
| Nr.            | Rytter                  | Placering      |
| 141            | Floris De Tier (BEL)    | HD-5           |
| 142            | Johan Meens (BEL)       | 78.            |
| 143            | Julian Mertens (BEL)    | DNF-4          |
| 144            | Rémy Mertz (BEL)        | 42.            |
| 145            | Ludovic Robeet (BEL)    | 101.           |
| 146            | Luca Van Boven (BEL)    | 41.            |
| 147            | Nathan Vandepitte (FRA) | DNS-3          |

| Tudor Pro Cycling Team TUD | Tudor Pro Cycling Team TUD      | Tudor Pro Cycling Team TUD |
| -------------------------- | ------------------------------- | -------------------------- |
| Nr.                        | Rytter                          | Placering                  |
| 151                        | Tom Bohli (SUI)                 | 71.                        |
| 152                        | Jacob Eriksson (SWE)            | DNS-3                      |
| 153                        | Lucas Eriksson (SWE) (landevej) | 24.                        |
| 154                        | Alexander Kamp (DEN)            | 97.                        |
| 155                        | Simon Pellaud (SUI)             | 30.                        |
| 156                        | Petr Kelemen (CZE)              | 33.                        |
| 157                        | Joel Suter (SUI)                | 10.                        |

| Saint Michel-Mavic-Auber 93 AUB | Saint Michel-Mavic-Auber 93 AUB | Saint Michel-Mavic-Auber 93 AUB |
| ------------------------------- | ------------------------------- | ------------------------------- |
| Nr.                             | Rytter                          | Placering                       |
| 161                             | Rudy Barbier (FRA)              | HD-5                            |
| 162                             | Romain Cardis (FRA)             | 65.                             |
| 163                             | Nicolas Debeaumarché (FRA)      | 63.                             |
| 164                             | Théo Delacroix (FRA)            | 28.                             |
| 165                             | Flavien Maurelet (FRA)          | 90.                             |
| 166                             | Anthony Maldonado (FRA)         | 84.                             |
| 167                             | Morne van Niekerk (RSA)         | DNS-3                           |

| Go Sport-Roubaix Lille Métropole GRL | Go Sport-Roubaix Lille Métropole GRL | Go Sport-Roubaix Lille Métropole GRL |
| ------------------------------------ | ------------------------------------ | ------------------------------------ |
| Nr.                                  | Rytter                               | Placering                            |
| 171                                  | Rait Ärm (EST)                       | HD-5                                 |
| 172                                  | Thomas Boudat (FRA)                  | DNS-3                                |
| 173                                  | Kenny Molly (BEL)                    | DNF-4                                |
| 174                                  | Samuel Leroux (FRA)                  | 82.                                  |
| 175                                  | Jérémy Leveau (FRA)                  | 103.                                 |
| 176                                  | Valentin Tabellion (FRA)             | DNS-3                                |
| 177                                  | Norman Vahtra (EST)                  | 80.                                  |

| CIC U Nantes Atlantique UCN | CIC U Nantes Atlantique UCN   | CIC U Nantes Atlantique UCN |
| --------------------------- | ----------------------------- | --------------------------- |
| Nr.                         | Rytter                        | Placering                   |
| 181                         | Pierre Barbier (FRA)          | HD-5                        |
| 182                         | Jordan Jegat (FRA)            | 40.                         |
| 183                         | Léo Danès (FRA)               | 88.                         |
| 184                         | Maël Guégan (FRA)             | 47.                         |
| 185                         | Nolann Mahoudo (FRA)          | DNF-4                       |
| 186                         | Emmanuel Morin (FRA)          | 99.                         |
| 187                         | Rasmus Søjberg Pedersen (DEN) | 110.                        |

| Nice Métropole Côte d'Azur NMC | Nice Métropole Côte d'Azur NMC | Nice Métropole Côte d'Azur NMC |
| ------------------------------ | ------------------------------ | ------------------------------ |
| Nr.                            | Rytter                         | Placering                      |
| 191                            | Jonathan Couanon (FRA)         | HD-5                           |
| 192                            | Paul Hennequin (FRA)           | DNF-4                          |
| 193                            | Damien Girard (FRA)            | DNF-4                          |
| 194                            | Julian Lino (FRA)              | 94.                            |
| 195                            | Jean-Louis Le Ny (FRA)         | 83.                            |
| 196                            | Andrea Mifsud                  | 62.                            |
| 197                            | Larry Valvasori (LUX)          | 102.                           |

| Cofidis COF | Cofidis COF               | Cofidis COF |
| ----------- | ------------------------- | ----------- |
| Nr.         | Rytter                    | Placering   |
| 1           | Benjamin Thomas (FRA)     | 11.         |
| 2           | Thomas Champion (FRA)     | 105.        |
| 3           | Alexandre Delettre (FRA)  | 27.         |
| 4           | Anthony Perez (FRA)       | 9.          |
| 5           | Pierre-Luc Périchon (FRA) | 74.         |
| 6           | Hugo Toumire (FRA)        | 64.         |
| 7           | Jelle Wallays (BEL)       | 91.         |

| Ineos Grenadiers IGD | Ineos Grenadiers IGD     | Ineos Grenadiers IGD |
| -------------------- | ------------------------ | -------------------- |
| Nr.                  | Rytter                   | Placering            |
| 11                   | Michał Kwiatkowski (POL) | 54.                  |
| 12                   | Michael Leonard (CAN)    | 86.                  |
| 13                   | Luke Rowe (GBR)          | 60.                  |
| 14                   | Pavel Sivakov (FRA)      | 5.                   |
| 15                   | Joshua Tarling (GBR)     | 56.                  |
| 16                   | Ben Tulett (GBR)         | 49.                  |
| 17                   | Ben Turner (GBR)         | 38.                  |

| AG2R Citroën Team ACT | AG2R Citroën Team ACT        | AG2R Citroën Team ACT |
| --------------------- | ---------------------------- | --------------------- |
| Nr.                   | Rytter                       | Placering             |
| 21                    | Benoît Cosnefroy (FRA)       | 39.                   |
| 22                    | Franck Bonnamour (FRA)       | 16.                   |
| 23                    | Greg Van Avermaet (BEL)      | 20.                   |
| 24                    | Oliver Naesen (BEL)          | 29.                   |
| 25                    | Valentin Paret-Peintre (FRA) | 96.                   |
| 26                    | Valentin Retailleau (FRA)    | 66.                   |
| 27                    | Larry Warbasse (USA)         | 53.                   |

| Trek-Segafredo TFS | Trek-Segafredo TFS      | Trek-Segafredo TFS |
| ------------------ | ----------------------- | ------------------ |
| Nr.                | Rytter                  | Placering          |
| 31                 | Mads Pedersen (DEN)     | 69.                |
| 32                 | Julien Bernard (FRA)    | 13.                |
| 33                 | Markus Hoelgaard (NOR)  | 51.                |
| 34                 | Jacopo Mosca (ITA)      | 81.                |
| 35                 | Mattias Skjelmose (DEN) | 2.                 |
| 36                 | Toms Skujiņš (LAT)      | 68.                |
| 37                 | Otto Vergaerde (BEL)    | DNF-1              |

| Groupama-FDJ GFC | Groupama-FDJ GFC        | Groupama-FDJ GFC |
| ---------------- | ----------------------- | ---------------- |
| Nr.              | Rytter                  | Placering        |
| 41               | Thibaut Pinot (FRA)     | 6.               |
| 42               | Bruno Armirail (FRA)    | 52.              |
| 43               | Enzo Paleni (FRA)       | 109.             |
| 44               | Fabian Lienhard (SUI)   | 98.              |
| 45               | Jake Stewart (GBR)      | DNF-4            |
| 46               | Lars van den Berg (NED) | DNS-3            |
| 47               | Samuel Watson (GBR)     | 55.              |

| Alpecin-Deceuninck ADC | Alpecin-Deceuninck ADC      | Alpecin-Deceuninck ADC |
| ---------------------- | --------------------------- | ---------------------- |
| Nr.                    | Rytter                      | Placering              |
| 51                     | Dries De Bondt (BEL)        | 75.                    |
| 52                     | Robbe Ghys (BEL)            | 108.                   |
| 53                     | Axel Laurance (FRA)         | 18.                    |
| 54                     | Edward Planckaert (BEL)     | 76.                    |
| 55                     | Lionel Taminiaux (BEL)      | 79.                    |
| 56                     | Fabio Van den Bossche (BEL) | 43.                    |
| 57                     | Ayco Bastiaens (BEL)        | 87.                    |

| EF Education-EasyPost EFE | EF Education-EasyPost EFE            | EF Education-EasyPost EFE |
| ------------------------- | ------------------------------------ | ------------------------- |
| Nr.                       | Rytter                               | Placering                 |
| 61                        | Magnus Cort (DEN)                    | 58.                       |
| 62                        | Stefan Bissegger (SUI) (enkeltstart) | 72.                       |
| 63                        | Simon Carr (GBR)                     | 111.                      |
| 64                        | Ben Healy (IRL)                      | DNS-3                     |
| 65                        | Mark Padun (UKR)                     | 100.                      |
| 66                        | Andrea Piccolo (ITA)                 | 57.                       |
| 67                        | Neilson Powless (USA)                | 1.                        |

| Arkéa-Samsic ARK | Arkéa-Samsic ARK         | Arkéa-Samsic ARK |
| ---------------- | ------------------------ | ---------------- |
| Nr.              | Rytter                   | Placering        |
| 71               | Kévin Vauquelin (FRA)    | 4.               |
| 72               | Alan Riou (FRA)          | 92.              |
| 73               | Thibault Guernalec (FRA) | 37.              |
| 74               | Daniel McLay (GBR)       | 104.             |
| 75               | Luca Mozzato (ITA)       | 50.              |
| 76               | Louis Barré (FRA)        | 31.              |
| 77               | Laurent Pichon (FRA)     | 85.              |

| Israel-Premier Tech IPT | Israel-Premier Tech IPT | Israel-Premier Tech IPT |
| ----------------------- | ----------------------- | ----------------------- |
| Nr.                     | Rytter                  | Placering               |
| 81                      | Guillaume Boivin (CAN)  | DNS-5                   |
| 82                      | Hugo Houle (CAN)        | 8.                      |
| 83                      | Krists Neilands (LAT)   | 12.                     |
| 84                      | Dylan Teuns (BEL)       | 15.                     |
| 85                      | Sep Vanmarcke (BEL)     | 34.                     |
| 86                      | Oded Kogut (ISR)        | 112.                    |
| 87                      | Nadav Raisberg (ISR)    | 61.                     |

| Lotto Dstny LTD | Lotto Dstny LTD          | Lotto Dstny LTD |
| --------------- | ------------------------ | --------------- |
| Nr.             | Rytter                   | Placering       |
| 91              | Arnaud De Lie (BEL)      | 7.              |
| 92              | Cedric Beullens (BEL)    | DNS-3           |
| 93              | Jasper De Buyst (BEL)    | 46.             |
| 94              | Johannes Adamietz (GER)  | HD-5            |
| 95              | Sébastien Grignard (BEL) | DNS-3           |
| 96              | Liam Slock (BEL)         | 77.             |
| 97              | Brent Van Moer (BEL)     | 25.             |

| TotalEnergies TEN | TotalEnergies TEN        | TotalEnergies TEN |
| ----------------- | ------------------------ | ----------------- |
| Nr.               | Rytter                   | Placering         |
| 101               | Pierre Latour (FRA)      | 3.                |
| 102               | Mathieu Burgaudeau (FRA) | 17.               |
| 103               | Anthony Turgis (FRA)     | 36.               |
| 104               | Thomas Bonnet (FRA)      | 26.               |
| 105               | Valentin Ferron (FRA)    | 21.               |
| 106               | Julien Simon (FRA)       | 32.               |
| 107               | Dries Van Gestel (BEL)   | 44.               |

| Team Flanders-Baloise TFB | Team Flanders-Baloise TFB | Team Flanders-Baloise TFB |
| ------------------------- | ------------------------- | ------------------------- |
| Nr.                       | Rytter                    | Placering                 |
| 111                       | Jenno Berckmoes (BEL)     | 23.                       |
| 112                       | Vito Braet (BEL)          | 106.                      |
| 113                       | Gilles De Wilde (BEL)     | 59.                       |
| 114                       | Milan Fretin (BEL)        | 95.                       |
| 115                       | Elias Maris (BEL)         | 73.                       |
| 116                       | Aaron Van Poucke (BEL)    | 93.                       |
| 117                       | Aaron Verwilst (BEL)      | DNF-1                     |

| Uno-X Pro Cycling Team UXT | Uno-X Pro Cycling Team UXT       | Uno-X Pro Cycling Team UXT |
| -------------------------- | -------------------------------- | -------------------------- |
| Nr.                        | Rytter                           | Placering                  |
| 121                        | Kristoffer Halvorsen (NOR)       | 67.                        |
| 122                        | Anders Halland Johannessen (NOR) | DNF-4                      |
| 123                        | Erik Nordsæter Resell (NOR)      | 48.                        |
| 124                        | William Blume Levy (DEN)         | 107.                       |
| 125                        | Martin Bugge Urianstad (NOR)     | 35.                        |
| 126                        | Rasmus Tiller (NOR) (landevej)   | 45.                        |
| 127                        | Fredrik Dversnes (NOR)           | 22.                        |

| Equipo Kern Pharma EKP | Equipo Kern Pharma EKP      | Equipo Kern Pharma EKP |
| ---------------------- | --------------------------- | ---------------------- |
| Nr.                    | Rytter                      | Placering              |
| 131                    | Francisco Galván (ESP)      | DNF-4                  |
| 132                    | Martí Márquez (ESP)         | DNS-3                  |
| 133                    | Danny van der Tuuk (NED)    | 70.                    |
| 134                    | Raúl García Pierna (ESP)    | 19.                    |
| 135                    | Álex Jaime (ESP)            | 89.                    |
| 136                    | Eugenio Sánchez López (ESP) | DNF-4                  |
| 137                    | Pau Miquel (ESP)            | 14.                    |

| Bingoal WB BWB | Bingoal WB BWB          | Bingoal WB BWB |
| -------------- | ----------------------- | -------------- |
| Nr.            | Rytter                  | Placering      |
| 141            | Floris De Tier (BEL)    | HD-5           |
| 142            | Johan Meens (BEL)       | 78.            |
| 143            | Julian Mertens (BEL)    | DNF-4          |
| 144            | Rémy Mertz (BEL)        | 42.            |
| 145            | Ludovic Robeet (BEL)    | 101.           |
| 146            | Luca Van Boven (BEL)    | 41.            |
| 147            | Nathan Vandepitte (FRA) | DNS-3          |

| Tudor Pro Cycling Team TUD | Tudor Pro Cycling Team TUD      | Tudor Pro Cycling Team TUD |
| -------------------------- | ------------------------------- | -------------------------- |
| Nr.                        | Rytter                          | Placering                  |
| 151                        | Tom Bohli (SUI)                 | 71.                        |
| 152                        | Jacob Eriksson (SWE)            | DNS-3                      |
| 153                        | Lucas Eriksson (SWE) (landevej) | 24.                        |
| 154                        | Alexander Kamp (DEN)            | 97.                        |
| 155                        | Simon Pellaud (SUI)             | 30.                        |
| 156                        | Petr Kelemen (CZE)              | 33.                        |
| 157                        | Joel Suter (SUI)                | 10.                        |

| Saint Michel-Mavic-Auber 93 AUB | Saint Michel-Mavic-Auber 93 AUB | Saint Michel-Mavic-Auber 93 AUB |
| ------------------------------- | ------------------------------- | ------------------------------- |
| Nr.                             | Rytter                          | Placering                       |
| 161                             | Rudy Barbier (FRA)              | HD-5                            |
| 162                             | Romain Cardis (FRA)             | 65.                             |
| 163                             | Nicolas Debeaumarché (FRA)      | 63.                             |
| 164                             | Théo Delacroix (FRA)            | 28.                             |
| 165                             | Flavien Maurelet (FRA)          | 90.                             |
| 166                             | Anthony Maldonado (FRA)         | 84.                             |
| 167                             | Morne van Niekerk (RSA)         | DNS-3                           |

| Go Sport-Roubaix Lille Métropole GRL | Go Sport-Roubaix Lille Métropole GRL | Go Sport-Roubaix Lille Métropole GRL |
| ------------------------------------ | ------------------------------------ | ------------------------------------ |
| Nr.                                  | Rytter                               | Placering                            |
| 171                                  | Rait Ärm (EST)                       | HD-5                                 |
| 172                                  | Thomas Boudat (FRA)                  | DNS-3                                |
| 173                                  | Kenny Molly (BEL)                    | DNF-4                                |
| 174                                  | Samuel Leroux (FRA)                  | 82.                                  |
| 175                                  | Jérémy Leveau (FRA)                  | 103.                                 |
| 176                                  | Valentin Tabellion (FRA)             | DNS-3                                |
| 177                                  | Norman Vahtra (EST)                  | 80.                                  |

| CIC U Nantes Atlantique UCN | CIC U Nantes Atlantique UCN   | CIC U Nantes Atlantique UCN |
| --------------------------- | ----------------------------- | --------------------------- |
| Nr.                         | Rytter                        | Placering                   |
| 181                         | Pierre Barbier (FRA)          | HD-5                        |
| 182                         | Jordan Jegat (FRA)            | 40.                         |
| 183                         | Léo Danès (FRA)               | 88.                         |
| 184                         | Maël Guégan (FRA)             | 47.                         |
| 185                         | Nolann Mahoudo (FRA)          | DNF-4                       |
| 186                         | Emmanuel Morin (FRA)          | 99.                         |
| 187                         | Rasmus Søjberg Pedersen (DEN) | 110.                        |

| Nice Métropole Côte d'Azur NMC | Nice Métropole Côte d'Azur NMC | Nice Métropole Côte d'Azur NMC |
| ------------------------------ | ------------------------------ | ------------------------------ |
| Nr.                            | Rytter                         | Placering                      |
| 191                            | Jonathan Couanon (FRA)         | HD-5                           |
| 192                            | Paul Hennequin (FRA)           | DNF-4                          |
| 193                            | Damien Girard (FRA)            | DNF-4                          |
| 194                            | Julian Lino (FRA)              | 94.                            |
| 195                            | Jean-Louis Le Ny (FRA)         | 83.                            |
| 196                            | Andrea Mifsud                  | 62.                            |
| 197                            | Larry Valvasori (LUX)          | 102.                           |